# Оруг Тэмур-хан
Оруг Тэмур, Угэчи Хашигу, Гуйличи (кит. 鬼力赤; ум. 1408) — великий хан Северной Юань (1402—1408). Был одним из лидеров ойратского союза. Отождествляется с ойратским Менкэ-Тимуром и с торгутским Махачи-Менкэ. Согласно ряду источников, его генеалогия выводится от Угэдэя.

## Биография
В 1399 году Угэчи с Батулой умертвили монгольского хана Элбэга, захватив все имущество и гарем покойного. В этом же году ими было создано первое ойратское государство. 
В 1402 году тайши Угэчи разгромил в битве и убил монгольского хана Гун Тэмура-хана, старшего сына и преемника Элбэга. Угэчи сам занял монгольский престол под именем Оруг Тэмур-хана и отменил титул юаньского хана, учредив новое название государства Дадань. Оруг Тэмур-хан пожаловал титул чинсана своему союзнику Аргутаю, который стал правителем Восточной Монголии. В 1403 году потерпел поражение от монгольского хана Олдзей Тэмура, второго сына Элбега. В 1407 году подчинил своей власти княжество Хами. В 1408 году Оруг Тэмур-хан был убит своим соправителем Аргутаем (ум. 1434).

### Происхождение
Угэчи Хашигу исследователи отождествляют с Гуйличи в китайских источниках, с ойратским Менкэ-Тимуром и торгутским Махачи-Менкэ. Угэчи Хашигу стоял во главе ойратского рода кергут. В летописи «Эрденин Тобчи» основателем рода кергут назван Эркэг, сын Дува-Сохора, предка ойратов и племени дурбэн. Ряд исследователей предками кергутов называет кереитов, другие — енисейских кыргызов. Согласно Д. Г. Кукееву, Гуйличи, Менкэ-Тимур и Угэчи-хашига — одно лицо, стоявшее во главе одной из субэтнических групп, входившей в состав ойратов и именуемой монгольскими летописцами кергутами, дореволюционными востоковедами кереитами, в которых современные калмыковеды видят предков торгутов.
Согласно среднеазиатским источникам тимуридского времени, генеалогия Гуйличи выводится от Угэдэя. Данную версию поддержали японский исследователь Минобу Хонда и монгольский историк Шагдарын Бира.